# Allenopithecus nigroviridis
El mono de Allen (Allenopithecus nigroviridis) es una especie de primate catarrino de la familia Cercopithecidae endémica de las selvas del Congo, donde fue descubierto en 1923. Es el único miembro del género Allenopithecus. El género en cuestión es un clado hermano a Cercopithecus, pero difiere en su dentición y hábitats.

## Distribución
El mono de Allen vive en la cuenca del Congo, en la República del Congo, y en la zona oeste de la República Democrática del Congo; quizá en el extremo sudeste de Camerún.

## Descripción
Este mono es un animal bastante fornido. El mono de Allen puede alcanzar una longitud de 45 a 60 cm, sin contar la cola de aproximadamente 50 cm de largo. Los machos, con un peso máximo de 6 kg, son sustancialmente más grandes que las hembras (de hasta 3,5 kg).

## Comportamiento
El mono de Allen es un animal diurno y por lo general obtiene la comida en el suelo. Habita en aguas pantanosas, zonas ricas y pueden nadar bien, y bucean para evitar el peligro. Vive en grupos sociales de hasta 40 animales, la comunicación con las diferentes convocatorias, gestos y toques.
Su dieta consiste en frutas y hojas, así como escarabajos y gusanos.
Poco se sabe de los hábitos de apareamiento de esta especie. Las hembras dan a luz crías, que son destetados en aproximadamente tres meses y son maduros después de tres a cinco años. Su esperanza de vida llega a los 23 años.
Las aves rapaces, las serpientes y el bonobo se encuentran entre los depredadores naturales del mono del pantano de Allen. A diferencia de otros primates, su hábitat pantanoso no está tan fuertemente expuestos al peligro como las selvas. Sin embargo, es cazado por su carne.